# Abdulrahman Ghareeb
Abdulrahman Abdullah Ghareeb, noto semplicemente come Abdulrahman Ghareeb (in arabo عبدالرحمن غريب‎?; 31 marzo 1997), è un calciatore saudita, attaccante dell'Al-Nassr e della Nazionale saudita.

## Caratteristiche tecniche
È un'ala destra.

## Carriera

### Club
Ha giocato nella prima divisione saudita.

### Nazionale
Ha giocato nelle nazionali giovanili saudite Under-19 ed Under-23.
Con la nazionale saudita ha preso parte alla Coppa d'Asia 2019 ed ai Giochi Olimpici di Tokyo.

## Statistiche

### Cronologia presenze e reti in nazionale
| Cronologia completa delle presenze e delle reti in nazionale ― Arabia Saudita | Cronologia completa delle presenze e delle reti in nazionale ― Arabia Saudita | Cronologia completa delle presenze e delle reti in nazionale ― Arabia Saudita | Cronologia completa delle presenze e delle reti in nazionale ― Arabia Saudita | Cronologia completa delle presenze e delle reti in nazionale ― Arabia Saudita | Cronologia completa delle presenze e delle reti in nazionale ― Arabia Saudita | Cronologia completa delle presenze e delle reti in nazionale ― Arabia Saudita | Cronologia completa delle presenze e delle reti in nazionale ― Arabia Saudita |
| Data                                                                          | Città                                                                         | In casa                                                                       | Risultato                                                                     | Ospiti                                                                        | Competizione                                                                  | Reti                                                                          | Note                                                                          |
| ----------------------------------------------------------------------------- | ----------------------------------------------------------------------------- | ----------------------------------------------------------------------------- | ----------------------------------------------------------------------------- | ----------------------------------------------------------------------------- | ----------------------------------------------------------------------------- | ----------------------------------------------------------------------------- | ----------------------------------------------------------------------------- |
| 12-10-2018                                                                    | Riad                                                                          | Arabia Saudita                                                                | 0 – 2                                                                         | Brasile                                                                       | Amichevole                                                                    | -                                                                             | 90+2’                                                                         |
| 15-10-2018                                                                    | Riad                                                                          | Arabia Saudita                                                                | 1 – 1                                                                         | Iraq                                                                          | Amichevole                                                                    | -                                                                             | 75’                                                                           |
| 16-11-2018                                                                    | Dammam                                                                        | Arabia Saudita                                                                | 1 – 0                                                                         | Yemen                                                                         | Amichevole                                                                    | 1                                                                             | 59’                                                                           |
| 20-11-2018                                                                    | Amman                                                                         | Giordania                                                                     | 1 – 1                                                                         | Arabia Saudita                                                                | Amichevole                                                                    | -                                                                             | 46’                                                                           |
| 31-12-2018                                                                    | Abu Dhabi                                                                     | Arabia Saudita                                                                | 0 – 0                                                                         | Corea del Sud                                                                 | Amichevole                                                                    | -                                                                             | 67’                                                                           |
| 8-1-2019                                                                      | Dubai                                                                         | Arabia Saudita                                                                | 4 – 0                                                                         | Corea del Nord                                                                | Coppa d'Asia 2019 - 1º turno                                                  | -                                                                             | 71’                                                                           |
| 12-1-2019                                                                     | Dubai                                                                         | Libano                                                                        | 0 – 2                                                                         | Arabia Saudita                                                                | Coppa d'Asia 2019 - 1º turno                                                  | -                                                                             | 79’                                                                           |
| 17-1-2019                                                                     | Abu Dhabi                                                                     | Arabia Saudita                                                                | 0 – 2                                                                         | Qatar                                                                         | Coppa d'Asia 2019 - 1º turno                                                  | -                                                                             | 61’                                                                           |
| 21-1-2019                                                                     | Sharjah                                                                       | Giappone                                                                      | 1 – 0                                                                         | Arabia Saudita                                                                | Coppa d'Asia 2019 - Ottavi di finale                                          | -                                                                             | 87’                                                                           |
| 25-3-2021                                                                     | Riyad                                                                         | Arabia Saudita                                                                | 1 – 0                                                                         | Kuwait                                                                        | Amichevole                                                                    | -                                                                             |                                                                               |
| 5-6-2021                                                                      | Riad                                                                          | Arabia Saudita                                                                | 3 – 0                                                                         | Yemen                                                                         | Qual. Mondiali 2022                                                           | -                                                                             | 90+1’                                                                         |
| 15-6-2021                                                                     | Riad                                                                          | Arabia Saudita                                                                | 3 – 0                                                                         | Uzbekistan                                                                    | Qual. Mondiali 2022                                                           | -                                                                             | 78’                                                                           |
| 7-10-2021                                                                     | Gedda                                                                         | Arabia Saudita                                                                | 1 – 0                                                                         | Giappone                                                                      | Qual. Mondiali 2022                                                           | -                                                                             | 64’                                                                           |
| 24-3-2023                                                                     | Gedda                                                                         | Arabia Saudita                                                                | 1 – 2                                                                         | Venezuela                                                                     | Amichevole                                                                    | -                                                                             | 46’                                                                           |
| 8-9-2023                                                                      | Newcastle upon Tyne                                                           | Arabia Saudita                                                                | 1 – 3                                                                         | Costa Rica                                                                    | Amichevole                                                                    | -                                                                             | 60’                                                                           |
| 12-9-2023                                                                     | Newcastle upon Tyne                                                           | Arabia Saudita                                                                | 0 – 1                                                                         | Corea del Sud                                                                 | Amichevole                                                                    | -                                                                             | 46’                                                                           |
| 17-10-2023                                                                    | Portimão                                                                      | Arabia Saudita                                                                | 1 – 3                                                                         | Mali                                                                          | Amichevole                                                                    | -                                                                             | 64’                                                                           |
| 16-11-2023                                                                    | Dammam                                                                        | Arabia Saudita                                                                | 4 – 0                                                                         | Pakistan                                                                      | Qual. Mondiali 2026                                                           | 1                                                                             | 79’                                                                           |
| 19-11-2023                                                                    | Amman                                                                         | Giordania                                                                     | 0 – 2                                                                         | Arabia Saudita                                                                | Qual. Mondiali 2026                                                           | -                                                                             | 56’                                                                           |
| 4-1-2024                                                                      | Al Wakrah                                                                     | Arabia Saudita                                                                | 1 – 0                                                                         | Libano                                                                        | Amichevole                                                                    | -                                                                             |                                                                               |
| 10-1-2024                                                                     | Al Wakrah                                                                     | Arabia Saudita                                                                | 2 – 1                                                                         | Oman                                                                          | Amichevole                                                                    | 1                                                                             |                                                                               |
| 16-1-2024                                                                     | Doha                                                                          | Arabia Saudita                                                                | 2 – 1                                                                         | Oman                                                                          | Coppa d'Asia 2023 - 1º turno                                                  | 1                                                                             | 75’                                                                           |
| 21-1-2024                                                                     | Ar Rayyan                                                                     | Kirghizistan                                                                  | 0 – 2                                                                         | Arabia Saudita                                                                | Coppa d'Asia 2023 - 1º turno                                                  | -                                                                             | 64’                                                                           |
| 25-1-2024                                                                     | Al Rayyan                                                                     | Arabia Saudita                                                                | 0 – 0                                                                         | Thailandia                                                                    | Coppa d'Asia 2023 - 1º turno                                                  | -                                                                             | 35’                                                                           |
| 30-1-2024                                                                     | Al Rayyan                                                                     | Arabia Saudita                                                                | 1 – 1 dts (2 – 4 dtr)                                                         | Corea del Sud                                                                 | Coppa d'Asia 2023 - Ottavi di finale                                          | -                                                                             | 84’                                                                           |
| 21-3-2024                                                                     | Riad                                                                          | Arabia Saudita                                                                | 1 – 0                                                                         | Tagikistan                                                                    | Qual. Mondiali 2026                                                           | -                                                                             | 69’                                                                           |
| 26-3-2024                                                                     | Dušanbe                                                                       | Tagikistan                                                                    | 1 – 1                                                                         | Arabia Saudita                                                                | Qual. Mondiali 2026                                                           | -                                                                             | 90+3’                                                                         |
| 6-6-2024                                                                      | Amman                                                                         | Pakistan                                                                      | 0 – 3                                                                         | Arabia Saudita                                                                | Qual. Mondiali 2026                                                           | -                                                                             | 66’                                                                           |
| 11-6-2024                                                                     | Riad                                                                          | Arabia Saudita                                                                | 1 – 2                                                                         | Giordania                                                                     | Qual. Mondiali 2026                                                           | -                                                                             | 63’                                                                           |
| 5-9-2024                                                                      | Riad                                                                          | Arabia Saudita                                                                | 1 – 1                                                                         | Indonesia                                                                     | Qual. Mondiali 2026                                                           | -                                                                             | 46’                                                                           |
| 10-10-2024                                                                    | Gedda                                                                         | Arabia Saudita                                                                | 0 – 2                                                                         | Giappone                                                                      | Qual. Mondiali 2026                                                           | -                                                                             | 82’                                                                           |
| Totale                                                                        |                                                                               | Presenze                                                                      | 31                                                                            |                                                                               | Reti                                                                          | 4                                                                             |                                                                               |

## Palmarès
- Coppa dei Campioni araba per club: 1

Al-Nassr: 2023